# Piper PA-46 Malibu
Piper PA-46 – rodzina lekkich jednosilnikowych samolotów turystycznych i dyspozycyjnych. Kadłub mieści pilota oraz pięciu pasażerów. Wczesne wersje nazywane Malibu napędzane były silnikami tłokowymi, natomiast obecnie produkowana jest również wersja Malibu Meridian napędzana silnikiem turbinowym z rodziny PT6A. Samolot jest jednym z trzech kiedykolwiek produkowanych seryjnie cywilnych jednosilnikowych samolotów tłokowych z kabiną ciśnieniową (razem z Mooney M22 oraz Cessną P210 Centurion).

## Konstrukcja
Piper PA-46 to samolot w układzie dolnopłata, z usterzeniem klasycznym oraz chowanym trójkołowym podwoziem. Większość wersji wyposażono w hermetyzację kabiny oraz integralne zbiorniki paliwa w skrzydłach.

## Wersje

### PA-46-310P Malibu
Samolot uzyskał certyfikat FAA we wrześniu 1983 roku. Do końca produkcji, w roku 1986, zbudowano 404 egzemplarze. Do napędu zastosowano silnik Continental TSIO-520BE o mocy 310 koni mechanicznych. Dzięki możliwości użytkowania silnika w zakresie ubogiej mieszanki paliwowej, samolot uzyskiwał maksymalny zasięg 1 550 nm (2 881 km).

### PA-46-350P Malibu Mirage
Produkcję Malibu Mirage rozpoczęto w listopadzie 1988. Do napędu zastosowano silnik Lycoming TIO-540 o mocy 350 koni mechanicznych. Zmianom konstrukcyjnym poddano również skrzydło samolotu. Wczesne modele wyposażone zostały w klasyczną awionikę, głównie firmy Bendix-King. Obecnie standardowo montuje się awionikę Avidyne Entegra wraz z dwoma systemami nawigacyjnymi Garmin GNS430W, lub opcjonalnie Garmin G1000. Obecnie (2010) cena podstawowego modelu Mirage wynosi 987,500 USD. Opcjonalne wyposażenie zawiera m.in. radar pogodowy, system ostrzegania o ruchu innych statków powietrznych TAS (Traffic Alerting System), system ostrzegania o bliskości terenu TAWS oraz wyposażenie dopuszczające samolot do lotów warunkach znacznego oblodzenia.

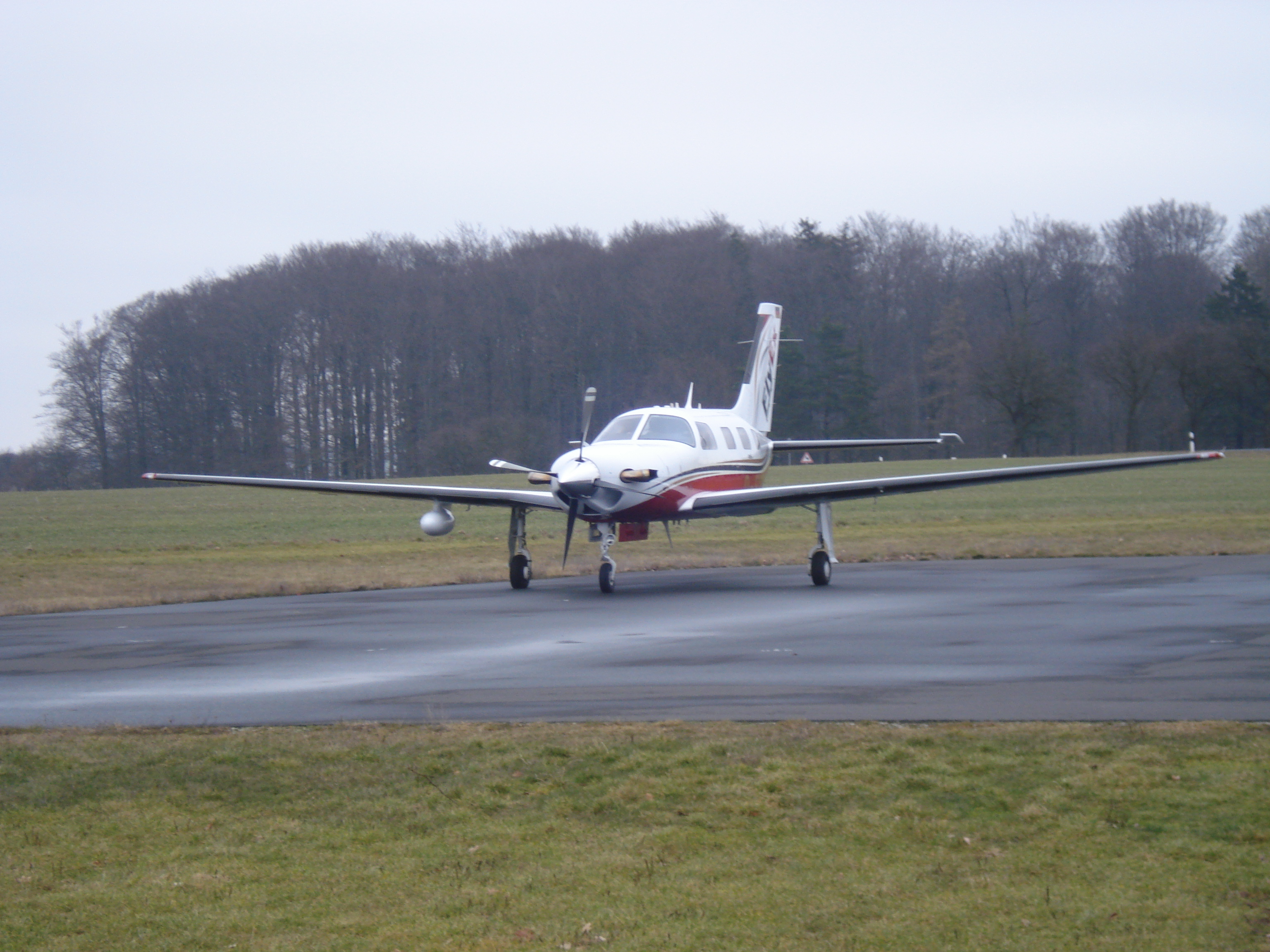
PA-46-500TP Malibu Meridian

### PA-46-500TP Malibu Meridian
W 1997, firma Piper ogłosiła swój zamiar wprowadzenia na rynek wersji Malibu zasilanej silnikiem turbinowym. W roku następnym oblatano prototyp zapędzany kanadyjskim silnikiem Pratt & Whitney Canada PT6A-42A o mocy 500 koni mechanicznych. Certyfikat typu Meridian uzyskał we wrześniu roku 2000. Obecnie (2010) firma Piper oferuje Meridian'a w cenie 2,021,500 USD z awioniką Avidyne Entegra lub 2,071,500 USD z awioniką Garmin G1000.

### PA-46R-350T Matrix
Jesienią roku 2007 rozpoczęto produkcję, najprostszego spośród PA-46, modelu Matrix. Najbardziej charakterystyczną zmianą jest rezygnacja z kabiny ciśnieniowej na korzyść fabrycznej instalacji tlenowej co ma na celu obniżenie kosztów. Do napędu zastosowano silnik Lycoming TIO-540-AE2A o mocy 350 koni mechanicznych. Obecnie (2010) cena podstawowego modelu Matrix wynosi 819,000 USD z awioniką Avidyne Entegra lub 869,000 USD z awioniką Garmin G1000.